# U-Bahnhof Bermuda3eck/Musikforum
Der U-Bahnhof Bermuda3eck/Musikforum ist ein U-Bahnhof in Bochum-Mitte. Er befindet sich unterhalb der Kortumstraße, einer Fußgängerzone, und ist barrierefrei zugänglich.

## Geschichte
Der Bahnhof wurde bergmännisch in Neuer Österreichischer Tunnelbauweise erstellt. Die Länge des Rohbaus betrug 614 m. Er wurde am 26. Mai 1979 eröffnet und war ursprünglich nach dem Berliner Platz (jetzt Konrad-Adenauer-Platz) und dann nach dem Engelbert-Brunnen benannt. Der aktuelle, seit 2015 gültige Name bezieht sich auf das um den Bahnhof liegende, unter dem Namen Bermuda3eck bekannte Bochumer Kneipenviertel. Der Bahnhof verfügt über einen Mittelbahnsteig. 2004 wurde ein behindertengerechter Personenaufzug nachgerüstet.

## Bedienung
Der Bahnhof wird von den Linien 308 und 318 der Stadtbahn Bochum bedient. Die nächstgelegenen Haltestellen der Linie sind Bochum Hauptbahnhof und Schauspielhaus.
| Linie   | Verlauf | Takt                               |
| ------- | --- | ---------------------------------- |
| 308 318 | Hauptlinienweg: Bochum-Gerthe Schürbankstraße – Gerthe Mitte – Heinrichstr. – Harpen – Vonovia Ruhrstadion – U Planetarium – U Bochum Hbf – U Bermuda3eck/Musikforum – U Schauspielhaus – Bergmannsheil – Weitmar – Linden Mitte – 308: – Linden Mitte – Hattingen-Winz-Baak – Hattingen Mitte 318: – Linden Mitte – Bochum-Dahlhausen | 15 min 7/8 min (Bochum Hbf–Linden) |

## Kunst im öffentlichen Raum
Seit 2004 werden die Tunnelwände der Bahnsteigebene von verschiedenen Künstlergruppen mit zwei je 110 Meter langen Graffiti gestaltet, die den Begriffen Bermudadreieck, Unterwasserwelt und Erlebnismeile nahestehen. Die verschiedenen Flächen im öffentlichen Raum wurden für die Streetworking-Projekte des Jugendamts der Stadt Bochum freigegeben.